# Faille Liquiñe-Ofqui

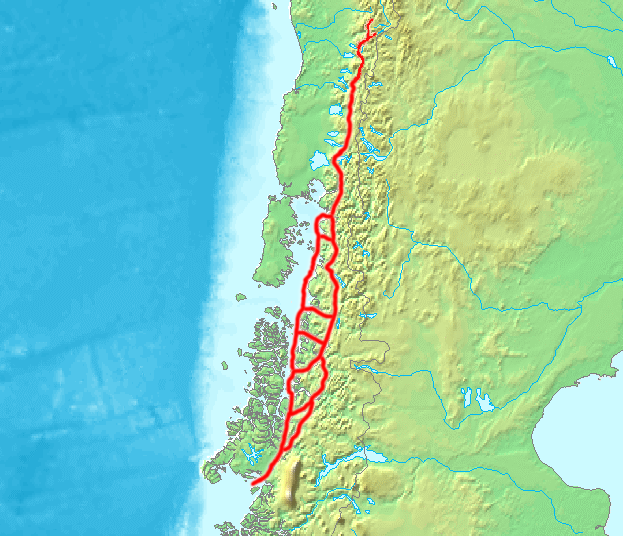
La faille Liquiñe-Ofqui, marquée en rouge.

La faille Liquiñe-Ofqui est une faille majeure qui parcourt  environ 1 000 km dans une direction nord-sud et présente une sismicité active. Elle se trouve dans les Andes chiliennes. C'est une faille transformante dextre intra-arc. Si elle est considérée comme une zone de faille, la zone de faille Liquiñe-Ofqui (LOFZ, en anglais) peut inclure en outre des failles voisines telles que la faille Reigolil-Pirihueico.  
Comme son nom l'indique, elle court de la vallée de Liquiñe dans le nord a l'isthme d'Ofqui dans le sud, à la jonction triple du Chili, où se rejoignent les plaques antarctique, de Nazca et sud-américaine. Au nord de Liquiñe, la faille est graduellement converti dans une aire de compression. Au volcan Quetrupillán, la faille est croisée par la faille Mocha-Villarrica (MVFZ, en anglais). Au sud, une grande part de la faille court au long du canal Moraleda. Elle peut être classifiée comme une faille transformante intra-arc dextre.
Le nom de la faille a été élaboré par Francisco Hervé, I. Fuenzalida, E. Araya et A. Solano en 1979. La même faille était inférée par l'agent du gouvernement chilien Hans Steffen environ 1900 qui l'a nommée « sillon tectonique » (espagnol : surco tectónico).